# Chiesa di San Francesco (Lanciano)
La chiesa di San Francesco o santuario del Miracolo Eucaristico si trova in corso Roma a Lanciano, in provincia di Chieti. È annessa all'omonimo convento dei frati Minori Conventuali.
Al suo interno, essa contiene le famose reliquie del miracolo eucaristico di Lanciano.

## Storia

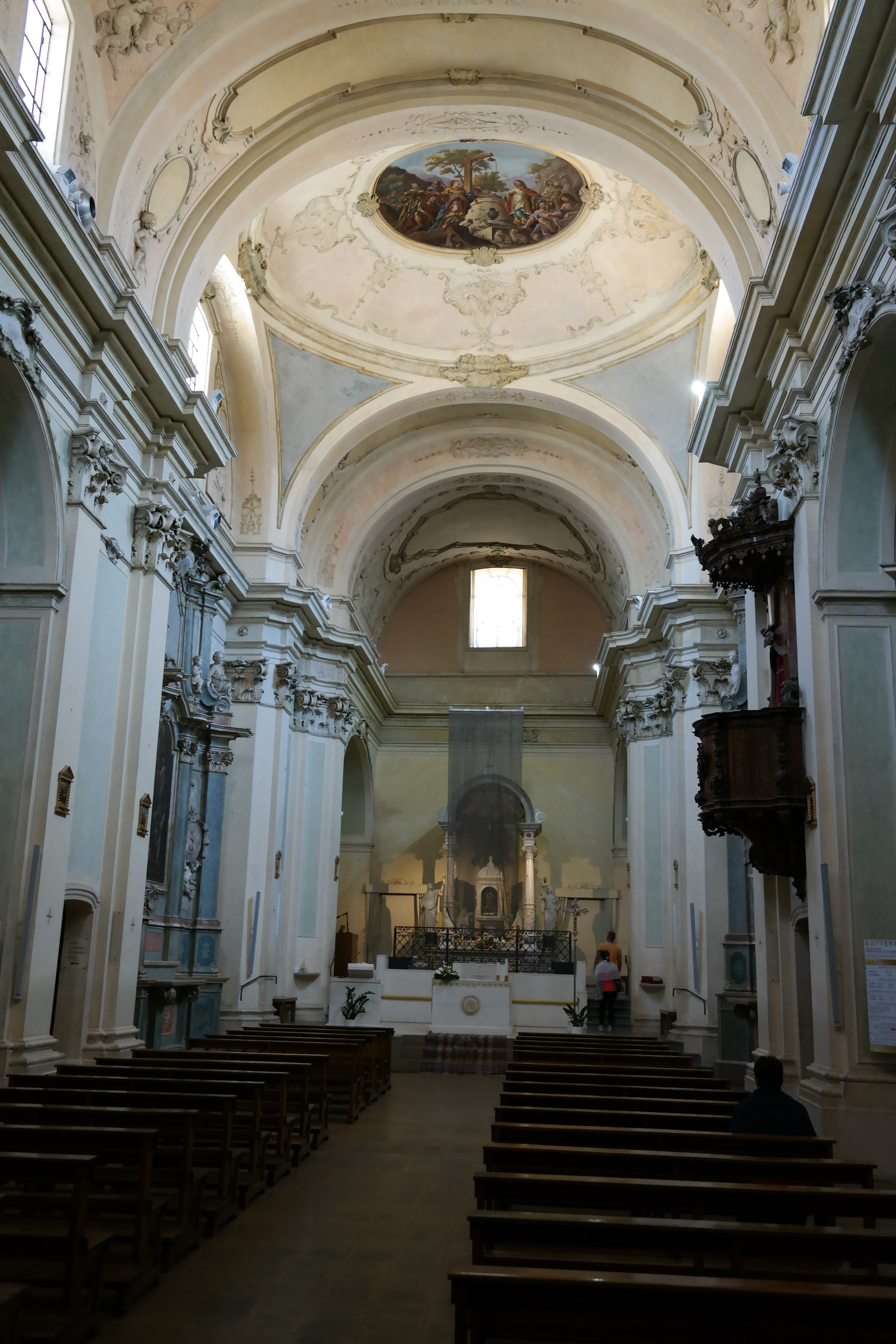
L'interno

### Il vecchio convento di San Legonziano
Il primitivo edificio è il convento dei Santi Legonziano e Domiziano, che compone oggi le fondamenta del nuovo convento francescano del XIII secolo. Sarebbe sorto, secondo la tradizione, sui resti di un'antica chiesetta eretta nel luogo in cui sarebbe stato ucciso il centurione lancianese Longino, colui che si convertì dopo aver trafitto il costato di Cristo in croce.
Il convento, con l'annessa chiesa, fu affidato a un gruppo di monaci di rito greco, i Basiliani (VIII secolo). Qui si verificò il famoso "miracolo eucaristico di Lanciano". Avvenne in un anno imprecisato del 700 d.C., quando i Basiliani avevano in custodia il monastero. Essi si trasferirono a Lanciano nel periodo in cui Leone III Isaurico iniziava la persecuzioni iconoclaste; alcuni discepoli di San Basilio (329-379) vescovo di Cesarea si trasferirono verso occidente nella città di Anxanum. Secondo la tradizione un monaco basiliano, che dubitava del miracolo della Resurrezione, celebrando la messa video l'ostia consacrata tramutarsi in carne viva, e il vino del calice in sangue.
Non si hanno molti documenti al riguardo, a causa di dispersione del materiale, ma il primo documento ufficiale risale al 1631, e riferisce nei minimi particolari l'accaduto del miracolo. Nei pressi del presbiterio della chiesa, sul lato destro della Cappella Valsecca, si può leggere l'epigrafe datata 1636, dove è narrato l'evento.
Altre ricognizioni si ebbero negli anni a seguire, specialmente quelle scientifiche degli anni '70 del Novecento.
I monaci Basiliani stettero a Lanciano fino all'XI secolo, quando vennero cacciati dalla città perché si macchiarono di misfatti come omicidi e rapine. Il monastero andò in custodia alla fiorente abbazia di San Giovanni in Venere dell'ordine benedettino. Il fatto fece scatenare polemiche interne tra i vescovi di Lanciano, perché la chiesa fungeva da parrocchia ed era una delle principali della città, avendo perso tutti i benefici, i diritti e le rendite sui terreni. La contesa fu risolta con l'elevazione a parrocchia della vicina chiesa di Santa Lucia, edificata sopra il tempio di Giunone.

### La chiesa francescana
Venne eretta, in stile gotico, tra il 1252 e il 1258 dai frati Minori Conventuali, sulla sottostante chiesa di San Legonziano, rendendola una delle prime chiese conventuali in Abruzzo. Il sottostante luogo di culto fu lo scenario del miracolo eucaristico, avvenuto, secondo la tradizione cristiana, nel VII secolo.
Nel Capitolo Generale del 1230 l'Abruzzo divenne una Provincia autonoma, prendendo il nome di "Provincia Pennese". Insediatisi a Lanciano nel 1240-50, i Francescani vivevano la precarietà distintiva dell'Ordine, e collaboravano con il clero cittadino. Invitati dall'Arciprete, Monsignor Landolfo Caracciolo di Chieti, a fermarsi in maniera permanente in città, i Francescani ebbero la possibilità di ricostruire il vecchio convento con una nuova chiesa, dotata di complesso monastico, con atto del 3 aprile 1252. La ratifica dell'atto fu firmata successivamente da Innocenzo IV, il 20 aprile. Iniziata in quell'anno, la chiesa venne completata nel 1258, sopra le fondamenta del convento di San Legonziano. La facciata nel corso dei secoli si è abbastanza conservata, seguendo lo stile del gotico borgognone, come le altre principali chiese storiche di Lanciano. La parte superiore fu rifatta poi a causa dei danni di un terremoto nella prima metà del Settecento, con elementi di diversa provenienza, nonché con materiale di spoglio dall'attigua cappella di Sant'Angelo dei Lombardi.

### Rifacimenti successivi e restauro per il Giubileo del 2000
Tra il 1730 e il 1745 il santuario fu oggetto di massicci interventi di adeguamento ai canoni estetici del periodo, che gli conferirono l'attuale aspetto barocco, con navata unica ampia ed alta. Degli originali sei altari minori oggi ne rimangono solo due, collocati nelle vicinanze del presbiterio.
Nel 1809 in seguito alle vicende storiche dell'occupazione francese del Regno di Napoli, gli Ordini furono soppressi, i beni ecclesiastici furono trasferiti ai privati, e così il convento di San Francesco venne chiuso, eccezione per la chiesa. I frati poterono tornare solo il 21 giugno 1953, quando gran parte del monastero era stata cambiata, adibita prima a caserma, poi a uffici e scuole. L'Arcivescovo di Lanciano Monsignor Benigno Migliorini permise la riapertura del convento, che però venne successivamente riconvertito in ostello per i pellegrini del Miracolo Eucaristico. Il 4 novembre 1974 il santuario fu visitato dal Cardinale Karol Wojtyla.
L'opera di restauro in occasione del Giubileo del 2000 ha restituito alla chiesa il suo splendore settecentesco. Tuttavia tali restauri sono stati in parte criticati perché gran parte degli affreschi aggiunti negli anni 60 dal francescano Padre Giovanni Lerario, sono stati coperti con intonaco per conferire più sobrietà alla struttura, e così anche il percorso archeologico dell'antico convento di San Legonziano, i cui muri moderni hanno alterato alcune parti dell'originale impianto, per garantire la linearità delle varie sezioni archeologiche.

## Descrizione

### Esterno

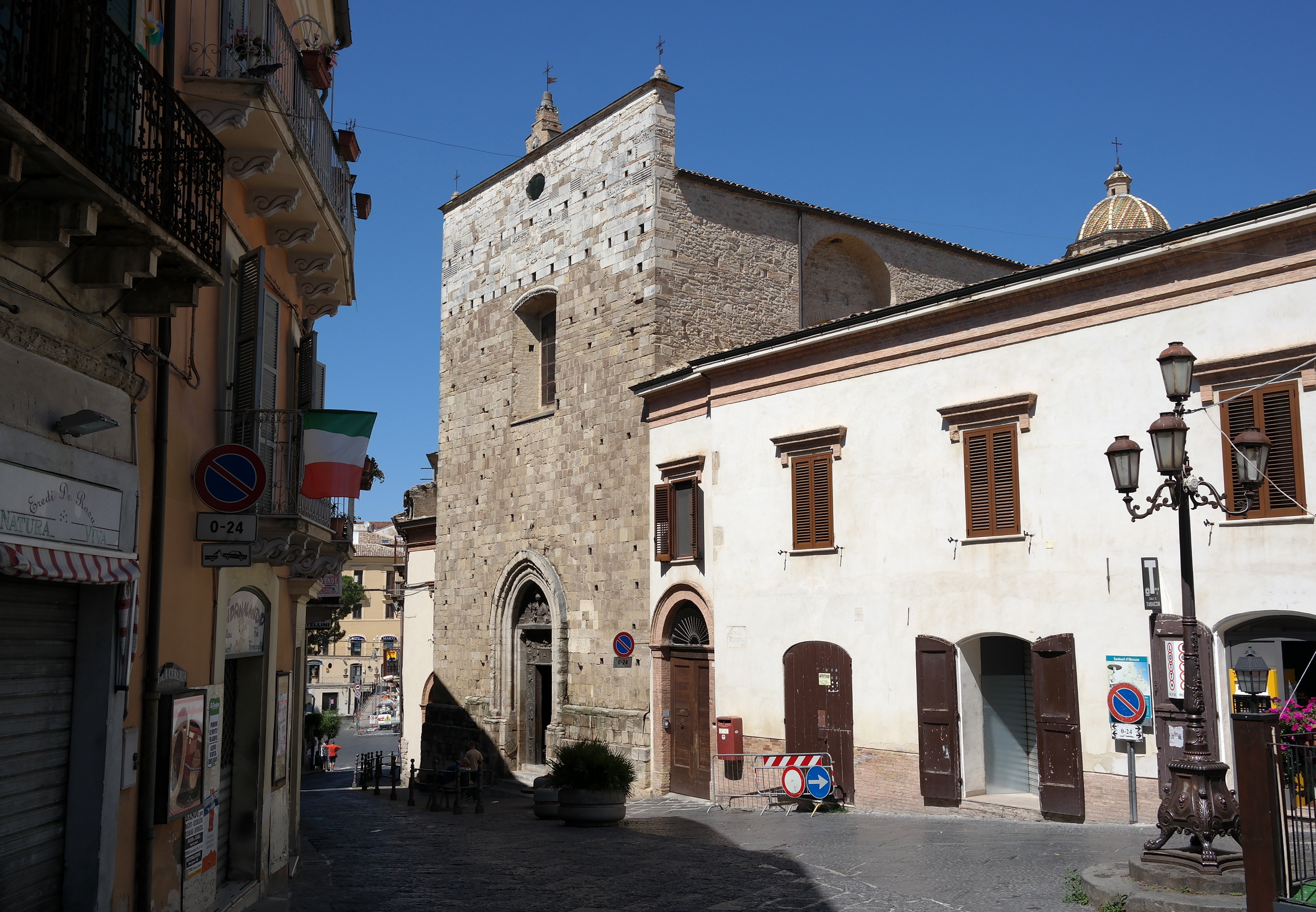
La facciata, sulla destra l'ingresso all'ex convento

La facciata mette in risalto un coronamento orizzontale con pietre squadrate. La parte alta è stata ricostruita nel XVIII secolo, come dimostra il finestrone centrale, tipico delle chiese barocche, e il materiale di spoglio con bassorilievi, prelevato dalla cupola dell'ex cappella di Sant'Angelo e dalla chiesa dell'Annunziata, non più esistente.
Il portale ha la tipica formazione ogivale d'impronta borgognosa francese, come quelli delle chiese di Santa Maria Maggiore, Sant'Agostino e Santa Lucia. Tale portale bronzeo, stupendamente lavorato, dato in dono nel 1975 da un benefattore, fu costruito da Tommaso Gismondo di Anagni, e sostituisce quello antico in legno: reca impresso sulla lunetta "S. Francesco in posa di saluto". Nella parte inferiore della lunetta è rappresentata la leggenda del Miracolo Eucaristico, sul lato sinistro incisa la scena del miracolo di Santa Chiara sui Saraceni, e il miracolo di Sant'Antonio con la mula. In basso verso il lato sinistro è rappresentato il Sacrificio del Beato Massimiliano Kolbe nei campi di sterminio; sul lato destro è rievocato l'Anno Santo 1975.
L'impianto del complesso è irregolare: la chiesa è longitudinale, con pianta rettangolare con facciata rivolta su Corso Roma, e il retro sulla Piazza del Plebiscito, assumendo una posizione obliqua rispetto alle vie di accesso, mentre l'attiguo convento di San Legonziano assume una forma trapezoidale irregolare, che si fonde con il complesso francescano a pianta quadrata, con una seconda porzione rettangolare che si allungo per la via dei Tribunali,m dove erano ospitate le sottoprefetture sette-ottocentesche di Lanciano. L'ex convento, chiamato oggi "Casa San Francesco", si affaccia su via dei Tribunali, e mostra i bastioni lungo via Monsignor Tesauri, dove fino ai primi anni del '900 c'era un fosso, poi colmato per la realizzazione del Corso Trento e Trieste.

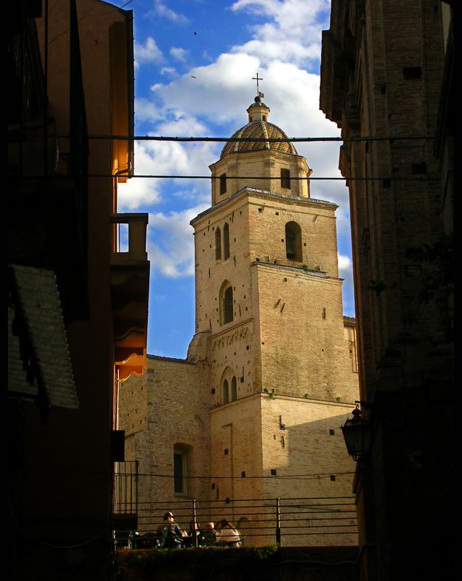
Il campanile rinascimentale

Sul fianco che guarda verso la Piazza, la chiesa è oscurata da una costruzione ottocentesca, e anche la parte retrostante, con il vecchio convento, era occupata da una palazzina settecentesca, successivamente demolita. Spicca, affacciato sulla piazza, il campanile medievale rinascimentale, che risalirebbe al 1204. Con la costruzione del complesso francescano, il campanile venne sopraelevato, e sono chiarissimi i segni dell'influenza gotica nelle varie arcate ogivali. Nel Settecento l'ultima parte del campanile venne completata, con la costruzione della cupola con la lanterna decorata da piastrelle in maiolica policroma.
La torre è alta 31 metri, munita di finestre bifore sulla porzione di mezzo, insieme ad arcatelle, e fu restaurato nelle forme attuali nella metà dell'800 dall'ingegner Filippo Sargiacomo.

### Interno

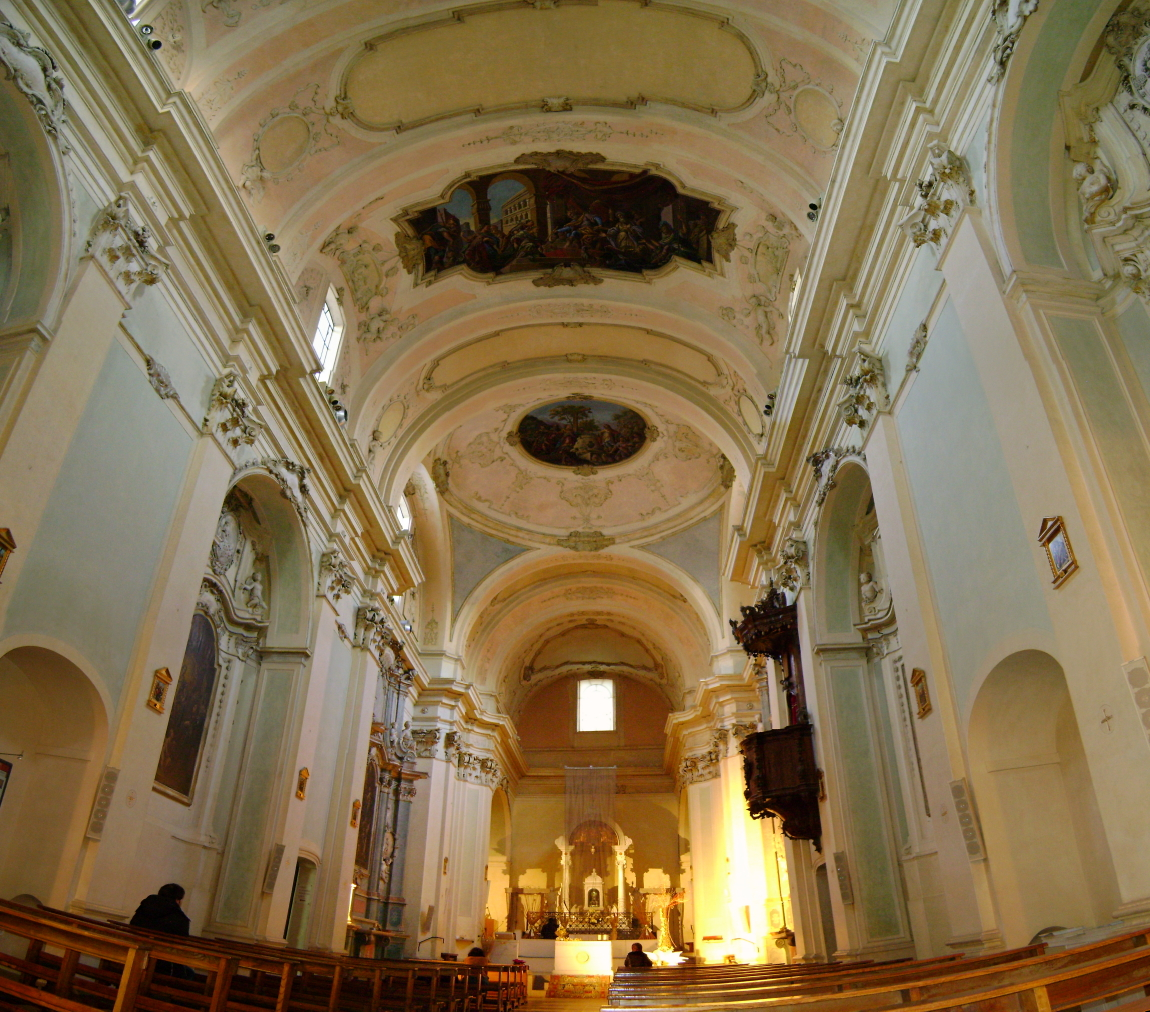
L'interno

L'interno doveva essere gotico, e forse a più navate, ma è stato completamente ripristinato nella metà del Settecento dopo un terremoto. Gli ultimi interventi eseguiti tra il 1956 e il 1960 hanno tinteggiato alcuni affreschi barocchi, coprendoli con nuove pitture di qualità inferiore. Piccoli putti e decorazioni in foglie spirali ornano l'altare maggiore, e i due minori laterali. Sul lato sinistro della navata unica, sono posti gli altari in onore della "Madonna delle Grazie", della "Madonna del Rosario" e di "Sant'Antonio di Padova". Sul lato destro sorgono gli altari della "Vergine degli Angeli", di "San Francesco d'Assisi" e del "Miracolo Eucaristico", dove si trovava prima della ricollocazione presso l'altare maggiore.

- Altare con la tela della Madonna delle Grazie e il cartiglio del patronato Famiglia Vergilj di Castelnuovo: primo a destra, XVIII secolo;
- Altare di Sant'Antonio di Padova che accoglie Gesù Bambino, di Donato Teodoro di Chieti (1740 circa), secondo altare di sinistra;
- Altare privilegiato della Madonna del Rosario tra San Domenico e Santa Rita, tela di Donato Teodoro, 1740 circa;
- Altare dell'Immacolata Concezione, primo da destra,tela di Nicola Ranieri di Guardiagrele;
- Altare di San Francesco che riceve le stimmate, secondo altare di destra, tela di Donato Teodoro;
- Altare privilegiato del Miracolo eucaristico, tela del Miracolo (ora spostata nella sala del Museo del Miracolo), attribuita a Donato Teodoro. La nuova tela è di Padre Giovanni Lerario OFM.

Ampi squarci luminosi sono dati dai finestroni settecenteschi posti in prossimità della volta, che provocano effetti di chiaroscuro. Un ampio fascio di luce è dato dal finestrone posto sulla volta absidale. La partitura in stucco del Settecento è di Michele Clerici, attivo anche a Chieti, nei vari altari si segnalano una Madonna tra San Marco, San Liborio (?) e San Carlo Borromeo, attribuita al pittore guardiese Nicola Ranieri, ed a sinistra una Madonna tra San Domenico e Santa Caterina.

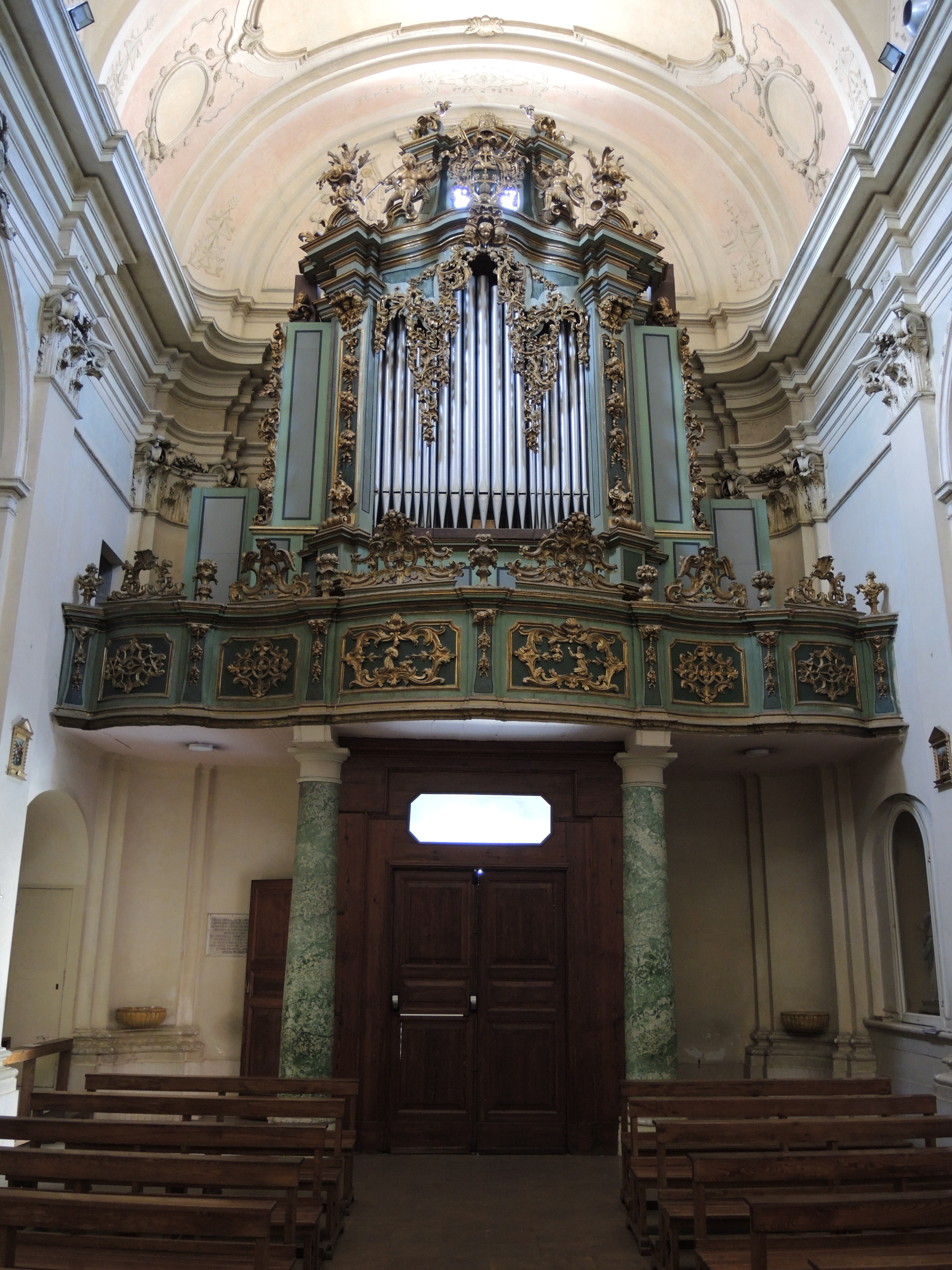
Organo di Adriano Fedri

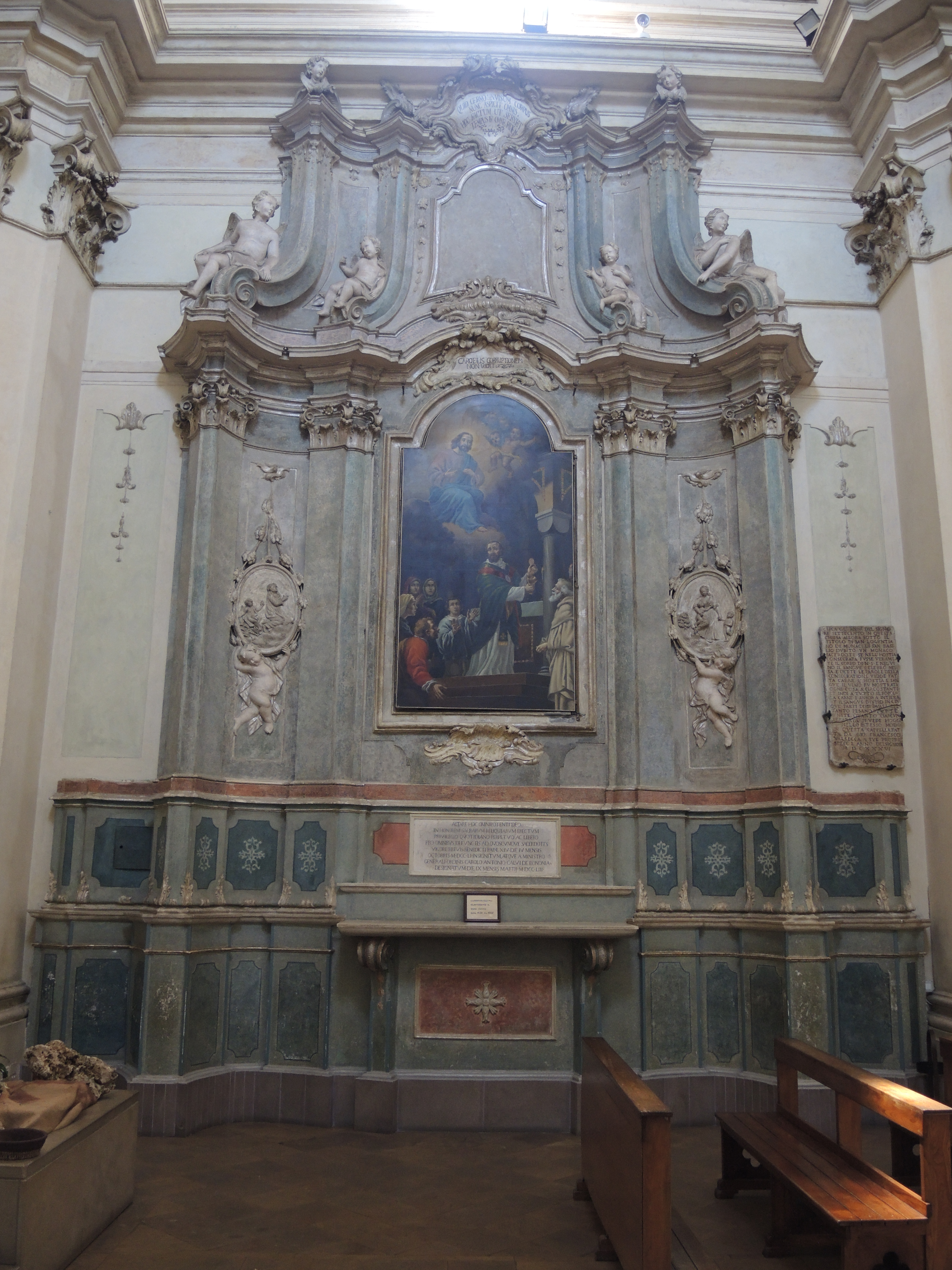
Altare di San Filippo Neri, altare privilegiato dove si trovava il Miracolo

Gli affreschi della seconda metà del XVIII secolo dell'artista Teodoro Donato, che decorano le volte, illustrano gli episodi biblici relativi alla "Vittoria di Giuditta su Oloferne", di "Ester al cospetto di re Assuero" e di "Rachele al pozzo". La grata cubica, in ferro battuto decorato, fu realizzata da artigiani di Guardiagrele, e servì a custodire le reliquie del Miracolo dal 1636 al 1902 nella "Cappella Valsecca", celate da una tela raffigurante il Miracolo stesso. All'epoca il Miracolo si poteva vedere solo in due occasioni: il Lunedì dell'Angelo e ciascun giorno dell'ultima settimana di ottobre.
L'altare maggiore, progettato dall'ingegnere Filippo Sargiacomo, venne realizzato nella metà dell'800 per volere dell'Arcivescovo Monsignor Angelo Della Cioppa, e i lavori furono eseguiti dal marmista Angelo Rocca di Carrara. Il baldacchino che ricopre il tronetto delle Reliquie è sostenuto da quattro colonne lavorate. Il tutto venne realizzato in marmo bianco di Carrara. Splendide sono le figure dei due angeli inginocchiati, a destra e sinistra, in atto di adorare.
Cappella della Riconciliazione
Entrano dall'ingresso principale, a metà navata sulla sinistra si trova questa cappella, adattata per il Giubileo del 2000 dai vecchi ambienti della Cappella del Rosario. Possiede quattro confessionali in legno di noce, il camminamento superiore a forma di ballatoio indica il cammino del penitente verso la Croce, la scala è un invito a salire la vetta della perfezione cristiana, il cielo azzurro dipinto sulla volta raffigura il Regno di Dio.
Cappella dell'Adorazione
Si trova in fondo alla Cappella della Riconciliazione, dietro l'altare maggiore. Qui si conservò il Miracolo fino al 1636, prima di essere spostato nell'altarino fino al 1902. Il luogo corrisponde alla base del campanile, forse scelto per proteggere le Reliquie dagli attacchi degli Ottomani che imperversarono nelle zone frentane nel XVI secolo. L'ambiente è molto semplice, conserva oggi il Santissimo Sacramento, ed è decorata da un coro ligneo in noce, usato per le orazioni dei monaci.
Organo settecentesco
L'organo si trova nella controfacciata ed è uno dei più interessanti di Lanciano, costruito nella seconda metà del Settecento, attribuito ad Adriano Fedri per elementi e analogie stilistiche con altri esemplari, mentre da altri a Modesto Salvini di Orsogna. Si trova in una cantoria lignea sorretta da due colonne con parapetto mistilineo convesso al centro. La parte superiore del prospetto è arricchita da numerose decorazioni lignee dorate, così come le specchiature che presentano, nella parte centrale, due scene raffiguranti "San Francesco in adorazione" e "San Francesco e un angelo".
la cassa lignea è riccamente decorata, il prospetto è ad un'unica campata fiancheggiata da paraste decorate con ornamenti lignei dorati, che riproducono motivi vegetali. In legno dorato sono anche le tre teste alate di angeli che sormontano le paraste, e la finestra delle canne; ancora tra le canne di facciata spicca una ricca decorazione intagliata che ne delimita l'andamento.
Il cornicione ondulato termina ai lati con due vasi lignei con elementi vegetali, mentre al centro si trova un medaglione, con lo stemma di Papa Clemente XIV, pontefice francescano, affiancato da due angeli con tromba. In facciata sono visibili 21 canne, mentre 4 sono coperte dalle paraste, esse appartengono al Principale e sono alloggiate su proprio somiere. Si tratta di canne non originali, in zinco, munite di baffi e distribuite in un'unica campata, a formare tre cuspidi; presentano bocche allineate e profilo piatto, e labbro superiore sagomato a triangolo. Dentro la cassa è presente un mantice a lanterna, non originale, azionabile attraverso elettriventilatore, e un grande somiere a pistoni.
Altre tele, provenienti dalla chiesa e dall'ex chiesa della Congrega di San Filippo Neri, si trovano nel refettorio, dove è stato allestito il museo del Miracolo. Sono una tela del "Miracolo dell'Ostia profanata", "Immacolata Concezione" (XIX secolo), "Miracolo eucaristico" di Teodoro, "San Filippo Neri e l'ostia". Un'altra tela si trova nell'ex Cappella di San Filippo e mostra il Ramo del Terzo Ordine Francescano, di scuola ortonese del XVI secolo. Vi sono altre tele non esposte, un quadro della Madonna col Bambino tra San Michelee San Bernardino, opera i Felice Ciccarelli di Atessa (XVI secolo), e un San Rocco.

## Il convento francescano
Il convento attuale ha un aspetto cinquecentesco-settecentesco, perché è stato profondamente restaurato nel 1730-45. Accanto alla chiesa, si affaccia su via dei Tribunali e su via Monsignor Tesauri, centro odierno di studi teologici, e ostello per i pellegrini. La parte accessibile accanto alla chiesa mostra il chiostro porticato a pianta quadrata, con il pozzo e una porzione di pavimento in cocciopesto di epoca romana. Sulla parete del portico di sinistra, oltre alle volte a crociera, sono visibili tracce di affreschi cinquecenteschi. Il convento permette l'accesso laterale alla chiesa e al complesso archeologico del monastero di San Legonziano, nonché alla sala del Museo permanente del Miracolo Eucaristico, dove sono conservate alcune tele settecentesche, dei frammenti italici rinvenuti negli scavi del 1994, e preziosi paramenti liturgici, come le nobili vesti dei vescovi, dei messali, e degli incunaboli, oltre a pannelli descrittivi che spiegano la storia religiosa del Miracolo e gli studi scientifici del Novecento.

## Il miracolo eucaristico

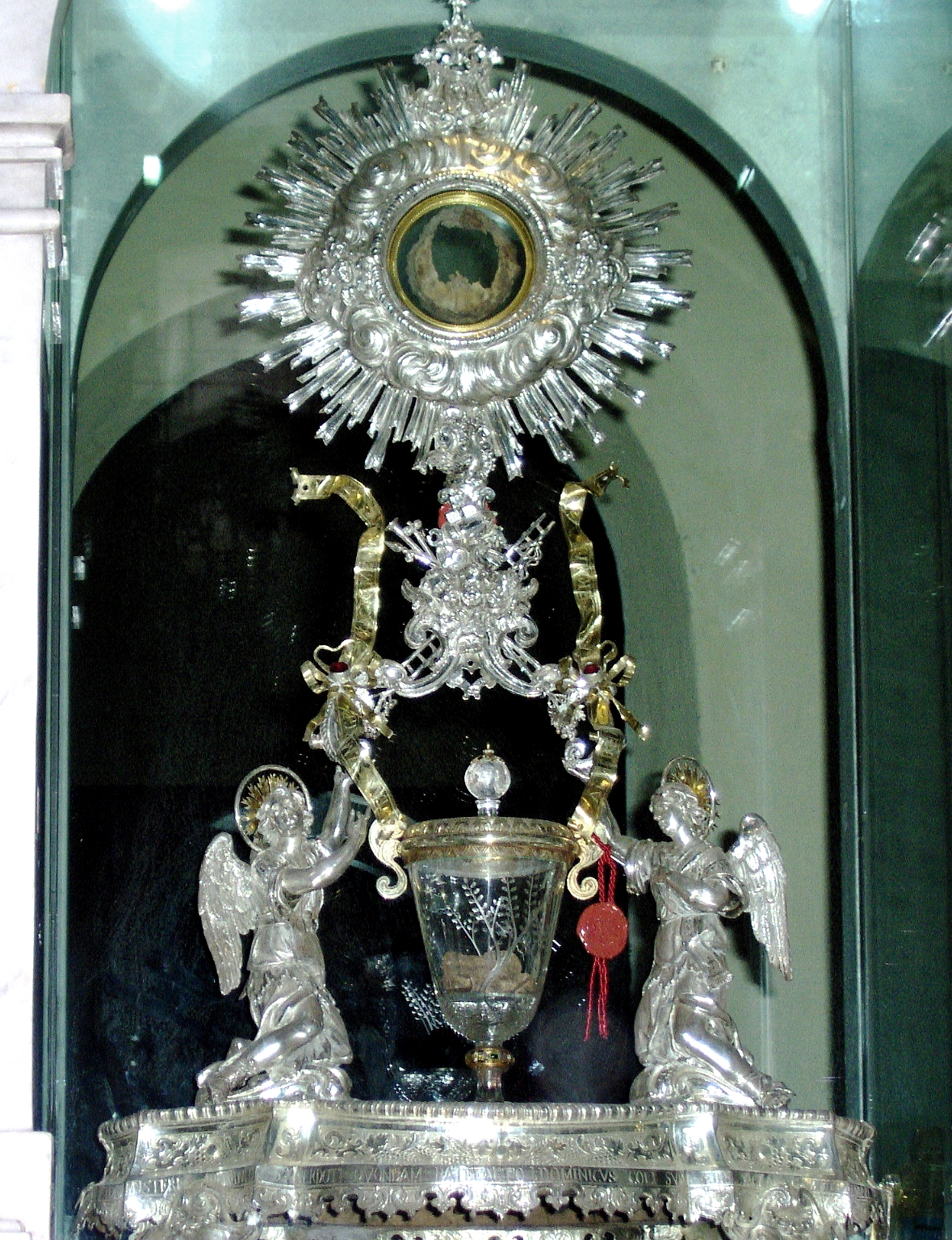
Le reliquie del miracolo eucaristico.

Il Santuario di San Francesco è famoso nel mondo cattolico perché conserva il più antico miracolo eucaristico della storia, ossia il miracolo eucaristico di Lanciano. Esso avvenne nella fine del 700 d.C., a causa dell'assenza di fede di un prete che celebrava messa in questa chiesa. L'uomo un giorno, mentre celebrava il momento dell'eucaristia, vide l'ostia consacrata tramutarsi in carne umana, e il vino in sangue, poi coagulatosi in cubetti rossi.

## Percorso archeologico di Ponte Diocleziano
Il Ponte Diocleziano fu costruito dall'omonimo imperatore romano nel III secolo per collegare due colline di Anxanum. Nel primo Medioevo il ponte fu trasformato in cripta per la prima chiesa della piazza attuale, poi diventata Basilica della Madonna del Ponte. Oggi il ponte è stato reso accessibile al pubblico con gli scavi archeologici del vecchio convento di San Legonziano. Il percorso archeologico occupa tutta la zona sottostante la piazza Plebiscito, e possiede alcuni affreschi romani e cristiani. Attualmente è l'unica parte visitabile di Anxanum.

### Piazza Plebiscito sotterranea e Ponte

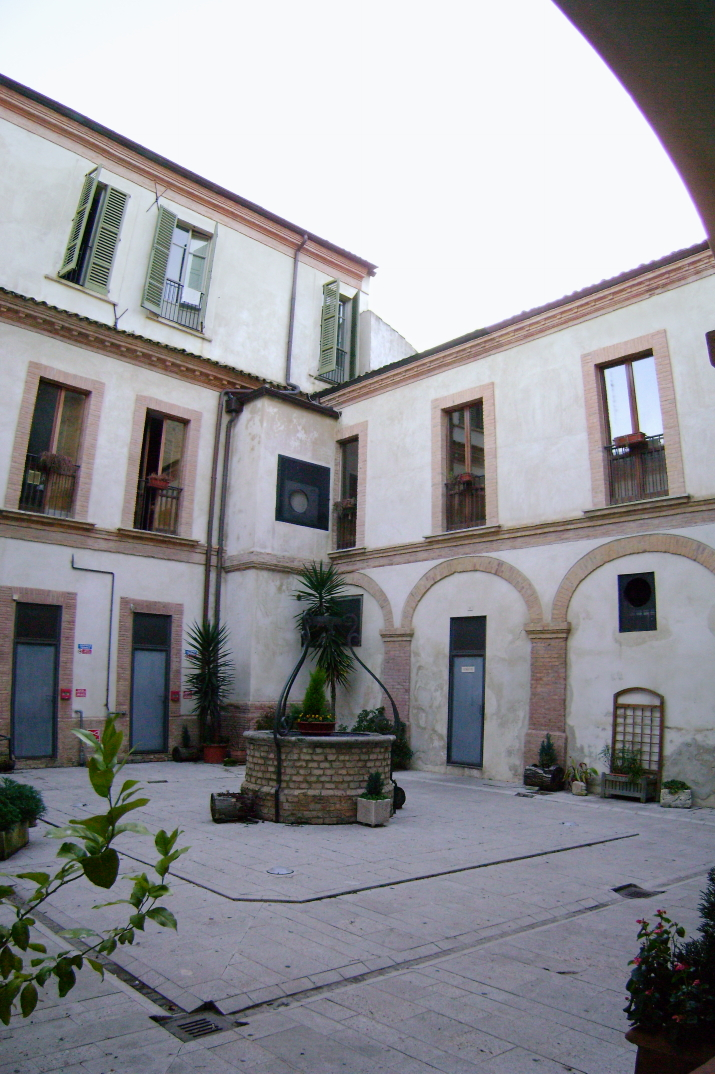
Chiostro del convento

La tradizione fa risalire all'epoca dell'imperatore Diocleziano la costruzione del ponte, destinato a oltrepassare la valle della Pietrosa, per collegare meglio l'antica Anxanum con il piano delle fiere. Risultati di indagini archeologiche hanno restituito reperti del III secolo d.C. proprio alla testata del ponte, confermando dunque la tradizione, generata dal rinvenimento di un'epigrafe dedicatoria, avvenuto nel corso dei restauri dell'attuale Cattedrale della Madonna del Ponte, che poggia sopra questa struttura (1785), tramandati dallo storico Omobono Delle Bocache, che narra l'esistenza di un ponte romano per volere di Diocleziano.
Il ponte attuale è frutto di restauri del XV secolo, e vi fu costruita una primitiva cappella della Vergine del Ponte, poiché secondo la leggenda vi fu ritrovata la statua della Madonna, nascosta forse per evitare le persecuzioni iconoclaste di Leone Isaurico. La città nel 1513 avviò la costruzione di un secondo ponte, coperto da volte, permettendo al livello superiore l'ampliamento della chiesetta. Nel 1583, sfruttando i contrafforti che rendevano più solida la struttura dei due ponti affiancati, venne aperto il cosiddetto "corridoio", un terzo passaggio scoperto e destinato al passaggio pedonale, che collega la Piazza l Corso Bandiera, attraversando il piano della Fiera, ossia l'attuale passeggiata percorribile a fianco alla Cattedrale, sopra il ponte.
Nel 1973 il cinquecentesco ponte è stato coperto, restaurato, e adibito ad auditorium. Con gli scavi del 1993-4, è stato possibile risalire anche alle fondamenta dell'antica chiesetta dell'Annunziata, demolita nel 1819 per l'ampliamento della facciata neoclassica della Cattedrale. Attraverso un passaggio, si percorre la base della Piazza del Plebiscito, rinforzato da colonne di cemento, risalendo alla zona della cisterna romana del I secolo d.C., sopra cui fu costruito il primitivo monastero, affinché non mancasse l'approvvigionamento d'acqua.

### Complesso archeologico di San Legonziano

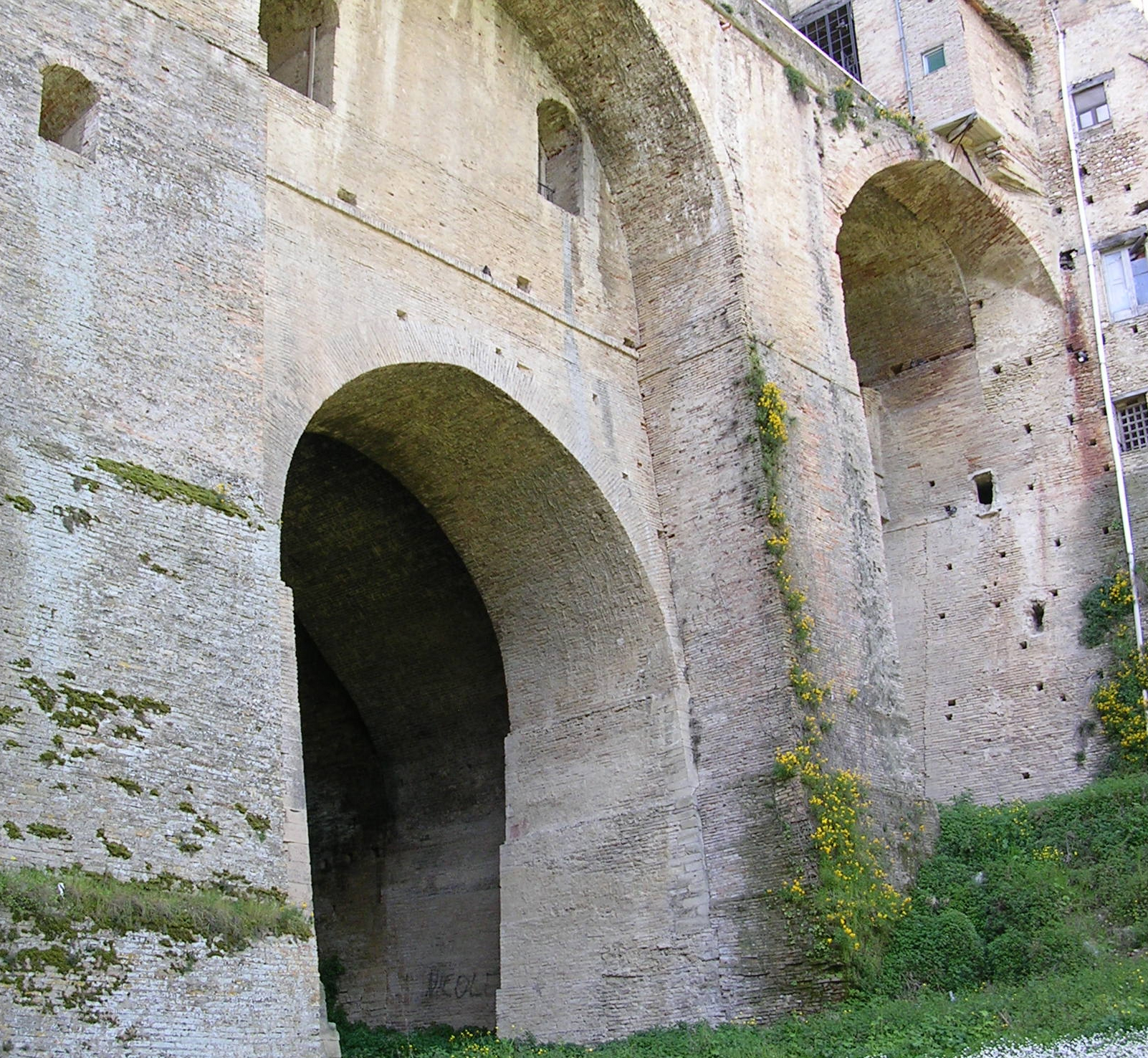
Gli archi del Ponte di Diocleziano

Gli scavi effettuati sotto l'area dell'attuale chiesa di San Francesco, hanno consentito di localizzare l'impianto della chiesa originale del Miracolo esattamente nella zona della cisterna romana. Vi era un muro, dove è stato scoperto il lacerto dell'abside dove nell'VIII secolo, secondo la tradizione si verificò il Miracolo, antico impianto del vecchio convento di San Legonziano, accessibile attraverso una moderna scalinata dalla sala del Museo del Miracolo.
L'impianto del VI-VIII secolo presentava un orientamento opposto a quello attuale, lungo circa 17 metri, largo 9 e articolato in tre navate. Il piccolo vano dove si sarebbe verificato il Miracolo è molto semplice, in pietra grezza, ed è stato provvisto di un altare e di panche, insieme a una targa commemorativa.
La tradizione di ricostruzione durante le varie epoche è confermata da resti di affreschi che vanno dal XIV secolo al XVI secolo. Nel muro tra la cappella di San Legonziano e la cisterna romana è stato trovato un affresco trecentesco raffigurante la Crocifissione, con a fianco un pellegrino dalle forme appena abbozzate, con delle scritte in carattere gotico.
La grande navata centrale del percorso archeologico corrisponde alla base del campanile medievale, lunga 20 metri per 6, con una volta ad archi a sesto acuto, e termina con un arcone ogivale provvisto di stipiti e ante, portale visibile anche dalla piazza, a fianco del campanile. Importanti affreschi quattrocenteschi, benché lacunosi, raffigurano Sant'Antonio Abate e San Giovanni Battista e la testa di una Madonna, che faceva parte di un gruppo della Crocifissione oggi perduto. Questo è dato dalle conseguenze della chiusura dei monasteri con le leggi napoleoniche, dato che questa parte e molte altre furono adibite a botteghe, con conseguente alterazione e copertura dei dipinti con calce.
A destra si trova un cappellone con finestre allungate e volte a sesto acuto, ornato di affreschi divisi in diversi comparti, raffiguranti scene tratte dai Vangeli apocrifi, come il "Giudizio Universale", in una fascia inferiore corre la decorazione con medaglioni rappresentanti le Virtù cardinali, e vari animali simbolici (chimere, sirene). Nella parte sovrastante l'arco d'ingresso doveva collocarsi la scena centrale del Giudizio, ma non è più visibile. Ai lati le varie scene sono molto più distinte, e il più leggibile è il "Battesimo" con un uomo nudo nell'atto di pregare, dentro una vasca, attorniato da gente e da un sacerdote, con fuori due ragazzi che aspettano il sacramento. Si tratta di un'interpretazione in chiave cinquecentesca del battesimo di Gesù, con l'iscrizione in volgare "Tutti li Giudei si Batiseranno" e l'anno MCCCCCXV.
Altri affreschi, don didascalie in volgare, dei vari riquadri mostrano le scene dell'Apocalisse di Giovanni, mentre sull'altra parte della volta ci sono varie figure mistiche, come unicorni, sirene e chimere.
Alla base di questa cappella c'è una vasca che in forme stilizzate raffigurerebbe la sagoma di un uomo, e ciò è stato interpretato che quest'apertura fosse usata come luogo battesimale ai tempi del vecchio convento di San Legonziano.